# لی ریچ
لی ریچ (انگلیسی: Lee Rich؛ ۱۹ دسامبر ۱۹۱۸ – ۲۴ مهٔ ۲۰۱۲) تهیه‌کننده تلویزیونی اهل ایالات متحده آمریکا بود. او دانش‌آموختهٔ رشتهٔ بازاریابی در دانشگاه اوهایو بود.
از فیلم‌ها یا مجموعه‌های تلویزیونی که وی در آن‌ها نقش داشته است، می‌توان به خانواده والتون اشاره نمود.